# 南海鋼索線
鋼索線（こうさくせん）は、和歌山県伊都郡高野町にある南海高野線の終点極楽橋駅から霊峰高野山の玄関口である高野山駅までを結ぶ、南海電気鉄道のケーブルカー路線。通称は「高野山ケーブル」で、高野線橋本駅 - 極楽橋駅間とともに「こうや花鉄道」の愛称が付いている。

## 概要
2両連結の車両2編成が最大568.2‰の勾配を往復している。2019年3月1日から4代目の車両N11・N21とN12・N22で運行されている。極楽橋駅では高野線の列車と、高野山駅では金剛峯寺などがある高野町の中心部とを結ぶ南海りんかんバスの路線バスと接続している。
南海がPiTaPaを導入した2006年7月1日から、PiTaPaおよびICOCAなどPiTaPaと相互利用可能なIC乗車カードが利用できる。鋼索鉄道（ケーブルカー）でICカードを導入したのは、日本国内では当路線が初めてである。

### 路線データ
- 路線距離（営業キロ）：0.8 km
- 方式：単線2両交走式
- 軌間：1,067 mm
- 駅数：2駅（起終点駅含む）
- 高低差：328 m
- 最急勾配：568.2 ‰（29°21′）

## 運行形態
高野線の列車の極楽橋駅発着時刻に合わせて運行されている。このため、運転間隔は不均等だが、おおむね10 - 40分毎に運行され所要時間は5分。また、積み残しが発生した場合には当該便の7分後に臨時便を運転する。
交走式ケーブルのため、極楽橋・高野山両駅の発車時刻は同一であるが、高野山駅発極楽橋行きの場合、極楽橋駅で高野線の接続列車がない場合は回送便として客扱いを行わない。このため、上りと下りで時刻表上の運行本数に差がある。
過去には、極楽橋で難波方面への接続列車がない便でも客扱いを行っていた。例えば、2008年11月時点では、高野山駅発極楽橋駅行き最終便は22時42分発であったが、高野線の最終列車後であり、乗客はほとんどいなかった。実質的な最終便は、その1本前（21時40分発）であり、極楽橋駅で橋本行き最終各駅停車（21時48分発）に接続し、橋本駅では難波行き急行（22時30分発）に約2分で接続していた。
また、災害や定期点検などで運休する場合は、高野線橋本駅から南海りんかんバスによる代行バスが運行される。
運賃は片道500円（小人半額。2019年10月1日現在）。南海電鉄の鉄道線と跨って利用する場合は鉄道線の運賃にそのまま加算される。乗り継ぎ割引は適用されない。
なお、駅発車時と駅進入時に警笛を吹鳴する。発車直後には高野山の観光案内をBGMとともに、女性の自動音声で放送する。車内放送は英語、フランス語にも対応している。
2015年4月2日から5月21日にかけて「高野山開創1200年記念大法会」が執り行われたため、当該期間中は極楽橋駅に発着する南海高野線の臨時列車の運転時刻に合わせて、このケーブルカーにおいても増発が行われていた。

## 歴史
- 1924年（大正13年）4月8日：高野登山鋼索鉄道に対し鉄道免許状下付（伊都郡高野村-同郡九度山町間）[7]。
- 1925年（大正14年）4月4日：高野山電気鉄道に改称（届出）[8]
- 1930年（昭和5年）6月29日：高野山電気鉄道により極楽橋 - 高野山間が開業。
- 1947年（昭和22年）3月15日：社名変更により、南海電気鉄道鋼索線となる。
- 1953年（昭和28年）6月23日：車両を2代目のコ1形に置き換える。当時としては採用例の少ないアルミ合金製。
- 1964年（昭和39年）12月17日：車両を3代目のコ11・21形に置き換える。2両連結となる。
- 1977年（昭和52年）4月18日、4月19日：お召し列車が運行される（昭和天皇、香淳皇后が金剛峯寺に行幸啓）[9]。
- 2018年（平成30年）11月26日 - 2019年（平成31年）2月28日：車両の新造ならびに諸設備の更新工事実施のため運休[10]。
  - この間、高野山駅まで向かう一部道路が降雪・路面凍結のため、大型車両の通行が不可能となることから、大門南駐車場を高野山駅の臨時施設に指定し、橋本駅 - 大門南駐車場間の京奈和自動車道経由代行バスを運行[11]。
- 2019年（平成31年）3月1日：運行再開。車両を4代目のN10・20形に置き換える[12][13][2]。

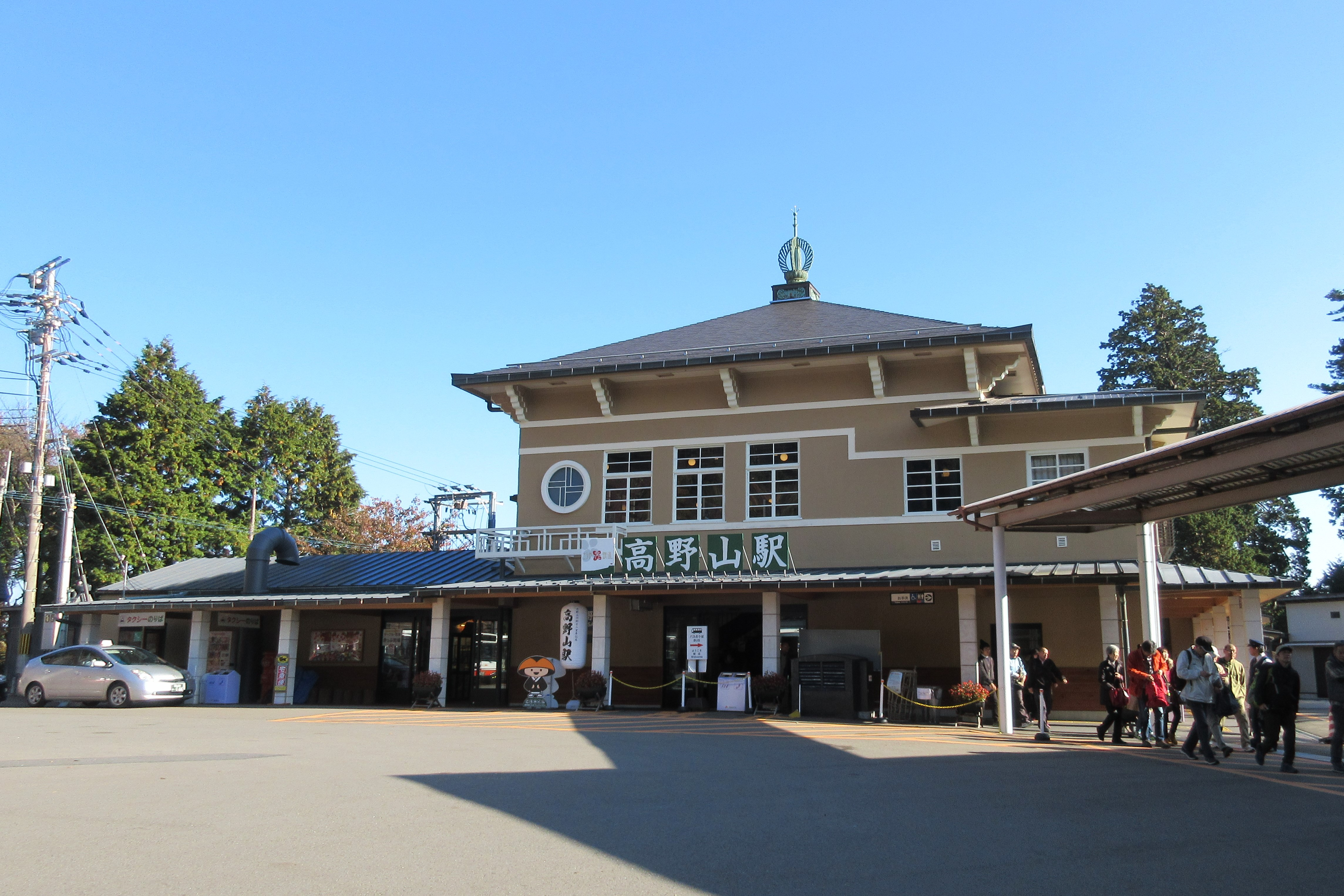
鋼索線 高野山駅（2016年11月）
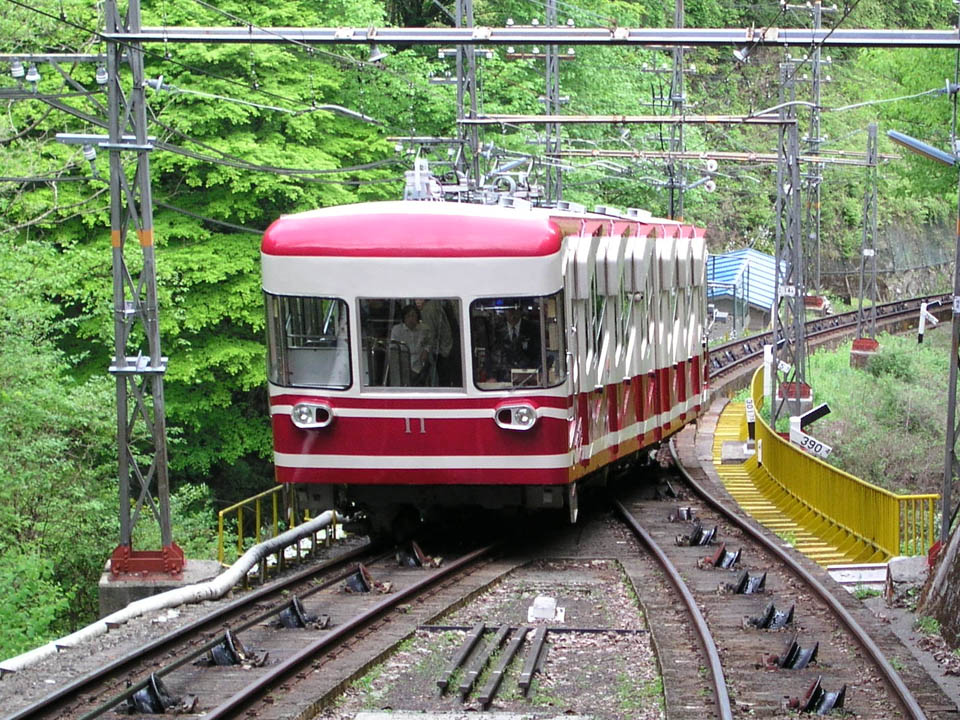
3代目の鋼索線車両（コ11・21形）

## 駅一覧
全駅和歌山県伊都郡高野町内に所在。
| 駅番号 | 駅名     | 営業キロ | 接続路線                                           |
| ------ | -------- | -------- | -------------------------------------------------- |
| NK86   | 極楽橋駅 | 0.0      | 南海電気鉄道： 高野線                              |
| NK87   | 高野山駅 | 0.8      | 南海りんかんバス：立里線・高野龍神線・高野山内各線 |